# Callinera grandis
Callinera grandis är en djurart som tillhör fylumet slemmaskar, och som beskrevs av Bergendal 1903. Enligt Catalogue of Life ingår Callinera grandis i släktet Callinera och familjen Tubulanidae, men enligt Dyntaxa är tillhörigheten istället släktet Callinera, och ordningen Palaeonemertea. Arten är reproducerande i Sverige. Inga underarter finns listade i Catalogue of Life.